# Бабільон (Мазовецьке воєводство)
Бабільон (пол. Babilon) — село в Польщі, у гміні Ліпсько Ліпського повіту Мазовецького воєводства.
Населення — 198 осіб (2011).
У 1975-1998 роках село належало до Радомського воєводства.

## Демографія
Демографічна структура станом на 31 березня 2011 року:
|          | Загалом | Допрацездатний вік | Працездатний вік | Постпрацездатний вік |
| -------- | ------- | ------------------ | ---------------- | -------------------- |
| Чоловіки | 102     | 12                 | 83               | 7                    |
| Жінки    | 96      | 14                 | 66               | 16                   |
| Разом    | 198     | 26                 | 149              | 23                   |